# Reversing: Secrets of Reverse Engineering
Reversing: Secrets of Reverse Engineering è un libro di testo scritto da Eldad Eilam sul tema del reverse engineering di software, principalmente in ambiente Microsoft Windows . Copre l'uso di debugger e altri strumenti di basso livello per lavorare con i binari. Di particolare interesse è l'utilizzo di OllyDbg negli esempi, che lo rende uno dei pochi libri pratici e moderni sull'argomento che utilizza strumenti popolari per facilitare l'apprendimento. Il libro è pensato per lo studio indipendente, ma viene utilizzato anche come libro di testo in alcuni corsi di studi universitari.
Il libro copre diversi aspetti del reverse engineering e dimostra cosa può essere ottenuto:
- Come sconfiggere le protezione anti copia e le tecnologie DRM e come renderle più forti.
- Come analizzare e neutralizzare software dannosi come i worm.
- Come offuscare il codice in modo che diventi più difficile da reversare.

Il libro include anche una discussione dettagliata degli aspetti legali del reverse engineering ed esamina alcuni famosi casi giudiziari e sentenze relativi ad esso.
Considerando il suo argomento relativamente ristretto, Reversing è un bestseller che è rimasto nell'elenco dei 100 migliori libri di software di Amazon.com per diversi anni, sin dalla sua pubblicazione iniziale.

## Sommario
- Part I: Reversing 101.
  - Chapter 1: Foundations.
  - Chapter 2: Low-Level Software.
  - Chapter 3: Windows Fundamentals.
  - Chapter 4: Reversing Tools.
- Part II: Applied Reversing.
  - Chapter 5: Beyond the Documentation.
  - Chapter 6: Deciphering File Formats.
  - Chapter 7: Auditing Program Binaries.
  - Chapter 8: Reversing Malware.
- Part III: Cracking.
  - Chapter 9: Piracy and Copy Protection.
  - Chapter 10: Antireversing Techniques.
  - Chapter 11: Breaking Protections.
- Part IV: Beyond Disassembly.
  - Chapter 12: Reversing .NET.
  - Chapter 13: Decompilation.
- Appendix A: Deciphering Code Structures.
- Appendix B: Understanding Compiled Arithmetic.
- Appendix C: Deciphering Program Data.

## Edizioni
- Reversing: Secrets of Reverse Engineering, inglese, 2005. 595 pagg.ISBN 0-7645-7481-7
- Reversing: 逆向工程揭密, cinese semplificato, 2007. 598 pagg.ISBN 978-7-121-04995-8